# Alan Łyszczarczyk
Alan Łyszczarczyk (ur. 17 lutego 1998) – polski hokeista, reprezentant Polski.
Jego ojciec Dariusz (ur. 1975) także był hokeistą.

## Kariera klubowa
- MMKS Podhale Nowy Targ (-2012)
- Piráti Chomutov U16 (2012-2014)
- Piráti Chomutov U18 (2013-2015)
- Sudbury Wolves (2015-2017)
- Owen Sound Attack (2017-2018)
- Mississauga Steelheads (2018-2019)
- Fort Wayne Komets (2019-2020)
- Podhale Nowy Targ (2020)
- Orlando Solar Bears (2021)
- Tulsa Oilers (2021)
- Fort Wayne Komets (2021)
- HC Frýdek-Místek (2021-2023)
- HC Oceláři Trzyniec (2022-2023)
- Cracovia (2023-2023)
- GKS Tychy (2023-)

Do 2012 grał w drużynach młodzieżowych MMKS Podhale Nowy Targ w rozgrywkach słowackich. W grudniu 2011 podczas II Christmas Cup MOSiR Tychy 2011 reprezentując Podhale i został najlepszym strzelcem oraz wybrany najlepszym napastnikiem i zawodnikiem swojej drużyny. W 2012 został zawodnikiem czeskiego klubu z Chomutova. Przez trzy kolejne latach występował w barwach drużyn tego klubu do lat 16 i do lat 18 w mistrzostwach Czech w tych kategoriach wiekowych. W 2015 jako tzw. wolny agent i zawodnik niedraftowany (formalnie jako gracz z Ameryki Północnej z uwagi na miejsce zamieszkania rodziców w Wallington w USA) został hokeistą klubu Sudbury Wolves w kanadyjskiej lidze juniorskiej OHL w strukturze CHL. W trakcie trwającego sezonu był w grupie zawodników obserwowanych przez skautów w kontekście draftu do ligi NHL z 2016. Pod koniec sierpnia 2017 został zawodnikiem klubu Owen Sound Attack także w OHL. Pod koniec października 2018 został przetransferowany do innego klubu OHL, Mississauga Steelheads. W połowie 2019 podpisał kontrakt z amerykańską drużyną Fort Wayne Komets z ligi ECHL, stanowiącą klub farmerski dla Vegas Golden Knights. 19 kwietnia 2021 ogłoszono jego transfer do Fort Wayne Komets.
W lipcu 2020 podpisał kontrakt z czeskim klubem HC Litvínov. Jeszcze przed startem nowego sezonu związał się kontraktem z Podhalem Nowy Targ na okres dwóch miesięcy. Na początku stycznia 2021 ogłoszono jego transfer do Orlando Solar Bears w ECHL. Po rozegraniu tam 13 spotkań w połowie marca 2021 został przetransferowany do Tulsa Oilers także w ECHL
. Pod koniec kwietnia 2021 ogłoszono, że podpisał kontrakt z czeskim ekstraligowym klubem HC Oceláři Trzyniec, obejmujący także możliwość występów ze stowarzyszonym zespołem HC Frýdek-Místek (w tym czasie kontrakty tymże podpisali także inni Polacy: Bartosz Ciura i Filip Komorski). Grając nadal w barwach drużyny Fort Wayne Comets 2 lipca 2021 zdobył mistrzostwo ligi ECHL.
Sezon 2021/2022 rozegrał w HC Frýdek-Místek – pierwszoligowym klubie stanowiącym zaplecze kadrowe ekstraligowego HC Oceláři Trzyniec. 14 stycznia 2022 roku zadebiutował (wraz z innym reprezentantem Polski Filipem Komorskim) w czeskiej ekstraklasie, a jego zespół pokonał u siebie Berani Zlín 6:2. W maju 2022 ogłoszono podpisanie przez niego kontraktu z Oceláři Trzyniec. 13 stycznia 2021 oznajmiono jego angaż w Cracovii i podpisanie umowy do 2024. W czerwcu 2023 został zawodnikiem GKS Tychy.
W trakcie kariery zyskał pseudonimy Łycha, Łyżka.

## Kariera reprezentacyjna
W barwach reprezentacji Polski do lat 18 wystąpił na turnieju mistrzostw świata juniorów do lat 18 w 2016 (Dywizja IIA). W barwach reprezentacji Polski do lat 20 wystąpił na turnieju mistrzostw świata juniorów do lat 20 w 2017, 2018 (Dywizja IB). W kadrze seniorskiej zadebiutował 14 kwietnia 2016 roku w wygranym 8:2 towarzyskim meczu Polska Litwa. Uczestniczył w turniejach mistrzostw świata edycji 2018 (Dywizja IA), 2019, 2022 (Dywizja IB), 2023 (Dywizja IA), 2024 (Elita).

## Sukcesy
Reprezentacyjne
- Awans do mistrzostw świata juniorów do lat 18 Dywizji I Grupy B: 2016
- Awans do mistrzostw świata I Dywizji Grupy A: 2022
- Awans do mistrzostw świata Elity: 2023

Klubowe
- Kelly Cup – mistrzostwo ECHL: 2021 z Fort Wayne Komets
- Superpuchar Polski: 2023 z GKS Tychy
- Puchar Polski: 2023, 2024 z GKS Tychy
- Brązowy medal mistrzostw Polski: 2024 z GKS Tychy
- Złoty medal mistrzostw Polski: 2025 z GKS Tychy

Indywidualne
- Czeska liga juniorska do lat 16 w sezonie 2012/2013:
  - Drugie miejsce w klasyfikacji kanadyjskiej: 73 punkty
- Czeska liga juniorska do lat 18 w sezonie 2014/2015:
  - Pierwsze miejsce w klasyfikacji kanadyjskiej: 66 punktów
- Ontario Hockey League 2014/2015:
  - Najlepszy zawodnik miesiąca Sudbury Wolves – październik 2014[31]
- Mistrzostwa świata do lat 18 w hokeju na lodzie mężczyzn 2016/II Dywizja#Grupa A:
  - Pierwsze miejsce w klasyfikacji asystentów turnieju: 10 asyst[32]
  - Czwarte miejsce w klasyfikacji kanadyjskiej turnieju: 12 punktów[33]
- Mistrzostwa Świata Juniorów w Hokeju na Lodzie 2017/I Dywizja#Grupa B:
  - Trzecie miejsce w klasyfikacji strzelców turnieju: 4 gole[34]
  - Pierwsze miejsce w klasyfikacji asystentów turnieju: 7 asyst[35]
  - Pierwsze miejsce w klasyfikacji kanadyjskiej turnieju: 11 punktów[36]
  - Najlepszy napastnik turnieju[37]
- Mistrzostwa Świata Juniorów w Hokeju na Lodzie 2018/I Dywizja#Grupa B:
  - Pierwsze miejsce w klasyfikacji strzelców turnieju: 8 gole[38]
  - Pierwsze miejsce w klasyfikacji asystentów turnieju: 7 asyst[39]
  - Pierwsze miejsce w klasyfikacji kanadyjskiej turnieju: 15 punktów[40]
  - Pierwsze miejsce w klasyfikacji +/- turnieju: +8[41]
  - Najlepszy zawodnik reprezentacji w turnieju[42]
  - Najlepszy napastnik turnieju[43]
- Ontario Hockey League (2018/2019):
  - Trzynaste miejsce w klasyfikacji strzelców w sezonie zasadniczym: 36 goli[44]
- Mistrzostwa Świata w Hokeju na Lodzie 2019/I Dywizja#Grupa B:
  - Czwarte miejsce w klasyfikacji +/- turnieju: +8[45]
- Turniej kwalifikacyjny do zimowych igrzysk olimpijskich 2022 – Grupa D:
  - Drugie miejsce w klasyfikacji asystentów turnieju: 3 (asystował przy wszystkich trzech golach Polski)[46]
- Mistrzostwa Świata w Hokeju na Lodzie 2022 (I Dywizja)#Grupa B:
  - Pierwsze miejsce w klasyfikacji asystentów turnieju: 7 asyst[47]
  - Drugie miejsce w klasyfikacji kanadyjskiej turnieju: 9 punktów[48]
  - Pierwsze miejsce w klasyfikacji +/- turnieju: +9[49]
- Mistrzostwa Świata w Hokeju na Lodzie 2025 (I Dywizja)#Grupa A:
  - Czwarte miejsce w klasyfikacji strzelców turnieju: 3 gole[50]